# Su Jun Yap
Su Jun Yap (ur. 28 lipca 1990) – singapurska zapaśniczka walcząca w stylu wolnym. Zajęła dziesiąte miejsce na mistrzostwach Azji w 2019. Brązowa medalistka igrzysk Azji Południowo-Wschodniej w 2019. Trzecia na mistrzostwach Azji Południowo-Wschodniej w 2018 roku.